# Niccolò Ridolfi (cardinal)
Pour les articles homonymes, voir Niccolò Ridolfi.
Niccolò Ridolfi (Florence, 1501-Rome, 31 janvier 1550), est un cardinal de l'Église catholique.

## Biographie
Neveu du pape Léon X, Niccolò Ridolfi fut d'abord protonotaire apostolique, gouverneur de Spoleto (1514-1517).
Créé cardinal lors du consistoire du 1er juillet 1517, avec le titre de cardinal de Santi Vito e Modesto, il fut successivement pourvu des évêchés d'Orvieto, de Vicence, de Forlì, d'Imola et de Viterbe, des archevêchés de Florence (1524-1532, puis 1543-1548) et de Salerne. Vers 1536, il fut nommé abbé commendataire de l'importante abbaye bénédictine Saint-Pierre de Chalon-sur-Saône.
Présent à Rome lors du sac de la cité par les troupes du duc de Bourbon en 1527, il fit partie des otages remis aux  lansquenets allemands et aux soldats espagnols afin de garantir le paiement de la rançon que s'était engagé à leur  verser le pape Clément VII.
Il hébergea à Orvieto le pape Clément VII pendant six mois après que celui-ci a quitté Rome en novembre 1527.
En 1540, il fit partie d'une commission de douze cardinaux chargés de réformer la Curie romaine.
Bibliophile, il accumule une collection de livres précieux et notamment des livres grecs qui lui ont été cédés notamment par l'érudit grec Janus Lascaris. C'est de cas du Tétraévangile illustré gréco-latin actuellement conservé à la Bibliothèque nationale de France. 
Le cardinal Ridolfi mourut le 31 janvier 1550. Souffrant, il avait dû quitter le conclave qui aboutit à l'élection de Jules III le 7 février 1550.